# Klimkovice
Klimkovice (Duits: Königsberg (Mähren)) is een Tsjechische stad in de regio Moravië-Silezië en maakt deel uit van het district Ostrava-město.
Klimkovice telt 3870 inwoners.